# Islas Slate (Escocia)
Las islas Slate (del inglés: ''Slate Islands'') son un grupo de islas de las Hébridas Interiores, en Escocia, ubicándose inmediatamente junto a su costa este, al norte de la isla de Jura y al sureste de la de Oban. Las islas mayores son Seil, Easdale, Shuna, Luing, Torsa y Belnahua. La isla de Scarba se encuentra cerca pero habitualmente no se considera parte de este grupo.
La geología subyacente de la isla está compuesta principalmente por pizarra. El funcionamiento de las minas comenzó en 1630, la pizarra fue extraída en grandes cantidades a mediados del siglo XX.
Los islotes Garvellachs se hallan al sureste de las islas Slate.